# Taming the Garden
Taming the Garden (engl. für „den Garten zähmen“) ist ein Dokumentarfilm von Salomé Jashi, der Ende Januar 2021 beim Sundance Film Festival seine Premiere feierte und am 2. Dezember 2021 in die deutschen Kinos kam.

## Inhalt
Ein reicher Mann hat für den von ihm gegründeten Shekvetili Dendrological Park einige 100 Jahre alte, majestätische Bäume bestellt. Daher beginnt man überall in Georgien mit den Vorbereitungen.
Bagger räumen Steine aus dem Weg und ebnen einen Weg. Ihr Wurzelwerk wird freigelegt, und die Bäume werden samt ein wenig von der Erde, in der sie gewachsen sind,  in ein Holzkorsett verpackt. Bevor ihr Transport beginnen kann, müssen andere riesige Bäume in ihrer Nachbarschaft und entlang der Straße, auf der sie reisen sollen, gefällt werden. Auch die eine oder andere Stromleitung muss gekappt werden. So kann der nächtliche Transport zur Küste am Schwarzen Meer erfolgen, wo der Baum zur Abholung bereitgestellt wird. Bevor das Schiff ablegen kann, erkunden Taucher den Grund direkt vor der Küste.
Weitere Bäume folgen. Mit langen Bohrern trennt man sie gänzlich aus dem Erdboden und verpackt sie ordentlich. Ein weiterer Sattelschlepper bringt seine besondere Fracht zum Meer. Dieses Spektakel lassen sich die Anwohner nicht entgehen und laufen dem Zug / dem Transport in Scharen hinterher. Sie machen Fotos mit ihren Smartphones, und manch einer muss, weil er von diesem Anblick so ergriffen ist, auch eine Träne vergießen. Zwar musste man auch vor ihren Häusern den einen oder anderen Baum für den Megatransport fällen, doch haben sie nun wenigstens eine Straße, wo vorher oft keine war.
So folgt die Überfahrt eines Baumes nach dem anderen über das ruhige Meer. Ihr neues Zuhause ist ein Park, in dem sie als Teil eines künstlichen Waldes wieder eingepflanzt und zur Stabilisierung mit Drahtseilen im Boden festgemacht werden. Ihre neuen Nachbarn sind ebenfalls meist Giganten, wie sie selbst, doch von völlig unterschiedlicher Art. Die meisten sind jedoch Obstbäume wie eine Kastanie und ein Mandarinenbaum.

## Hintergrund

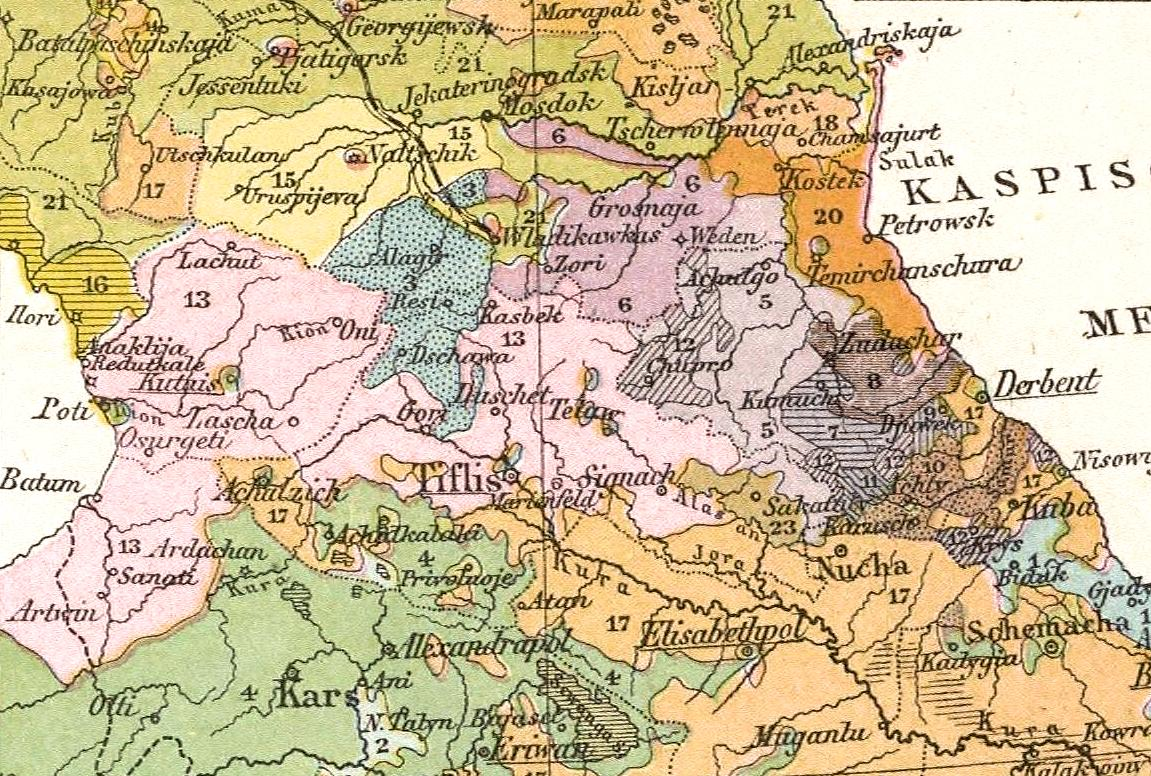
Der Dendrologische Park Shekvetili liegt in Osurgeti, direkt an der georgischen Schwarzmeerküste

Bidsina Iwanischwili, der die im Film transportierten Bäume bestellt hat, ist ein Milliardär und ehemaliger Premierminister Georgiens. Im Jahr 2017 hatte er mit der Regierungspartei Georgischer Traum, einem 2012 gegründeten Parteienbündnis, die Initiative für den Dendrologischen Park Shekvetili ins Leben gerufen. Am 15. Juli 2020 wurde er für die Besucher geöffnet. Der an der georgischen Schwarzmeerküste gelegene Park in Osurgeti ist einzigartig in der Kaukasusregion. Der 60 Hektar große Garten bietet Tausenden Arten von einheimischen und exotischen Pflanzen ein Zuhause. Er besteht aus zwei Abschnitten. Der eine ist 18 Hektar groß und den in Georgien endemischen Baumarten gewidmet, die aus verschiedenen Teilen des Landes dorthin gebracht wurden, insgesamt mehr als 200 Exemplare von 39 unterschiedlichen Arten, darunter Zypresse, Magnolie, Zeder, Eiche, Tschadar, Ahorn und Eukalyptus. Die verbleibenden 42 Hektar wurden mit exotischen Gehölzen bepflanzt, die im Laufe der Jahre aus fünf Kontinenten importiert wurden. Auch ein Bambuswald wurde kultiviert.
Nach wie vor lenkt Iwanischwili aus dem Hintergrund die Geschicke des Landes, und Mythen und Legenden ranken sich um ihn. „Die Hauptfiguren des Films sind jedoch die Bäume selbst“, so die Film- und Medienstiftung NRW, und wenn diese von ihren Besitzern bis hin zu Iwanischwili begleitet werden, beschreibe der Film soziale Dynamiken zwischen Arm und Reich, Mächtig und Schwach, von politischer Willkür und gesellschaftlichem Widerstand. Im Online-Filmmagazine Cineuropa wird angemerkt, während der Film diesen einzigartigen Prozess begleitet, zeige er die Bedürfnisse und Werte der heutigen georgischen Gesellschaft und reflektiere das Thema der Zwangsmigration, bei der „Entwurzelung“ mehr als eine Metapher ist.

## Produktion

Regisseurin Salomé Jashi

Regie führte Salomé Jashi, die auch das Drehbuch schrieb und Kamera führte. Die 1981 in Tiflis geborene Dokumentarfilmerin studierte zunächst Journalistik an der Tbilisi State University und arbeitete mehrere Jahre als Reporterin, bevor sie Dokumentarfilm an der Royal Holloway der University of London studierte. Nach ihrer Rückkehr nach Georgien gründete sie die Produktionsfirma Sakdoc Film.
Es handelt sich bei Taming the Garden um eine Koproduktion ihres Produktionsunternehmens und Corso Film in Köln und Mira Film in der Schweiz. Zudem waren die Sender Radio Bremen/ARTE, SRF und YLE an der Produktion beteiligt. Gefördert wurde der Film von der Film- und Medienstiftung NRW, Eurimages, dem Bundesamt für Kultur der Schweiz, dem Fachausschuss Film- und Medienkunst Basel, dem Georgian National Film Center und vom IDFA Bertha Fund. Die Dreharbeiten wurden Anfang 2020 beendet.
Die Aufnahmen von den Arbeiten werden durch Gespräche zwischen Arbeitern, Hausbesitzern und Nachbarn unterbrochen. Der Garten selbst ist nur in den letzten Minuten des Films zu sehen, und der Name des ehemaligen Premierministers von Georgien Bidsina Iwanischwili, der diesen Garten seiner Träume finanziert, wird im Film nur am Rande genannt. Jashi bemerkte hierzu lediglich, der Film zeige eine Welt, in der das Verlangen eines Mannes nach Größe so groß ist, dass er die Landschaften physisch zu verändern versucht. Ansonsten kommt der Film ohne Kommentar und ohne direkte Interviews aus. Auch die Position des Milliardärs versucht der Film nicht zu erklären oder zu hinterfragen, und Jashi beobachtet das Geschehen mit distanziertem Blick.

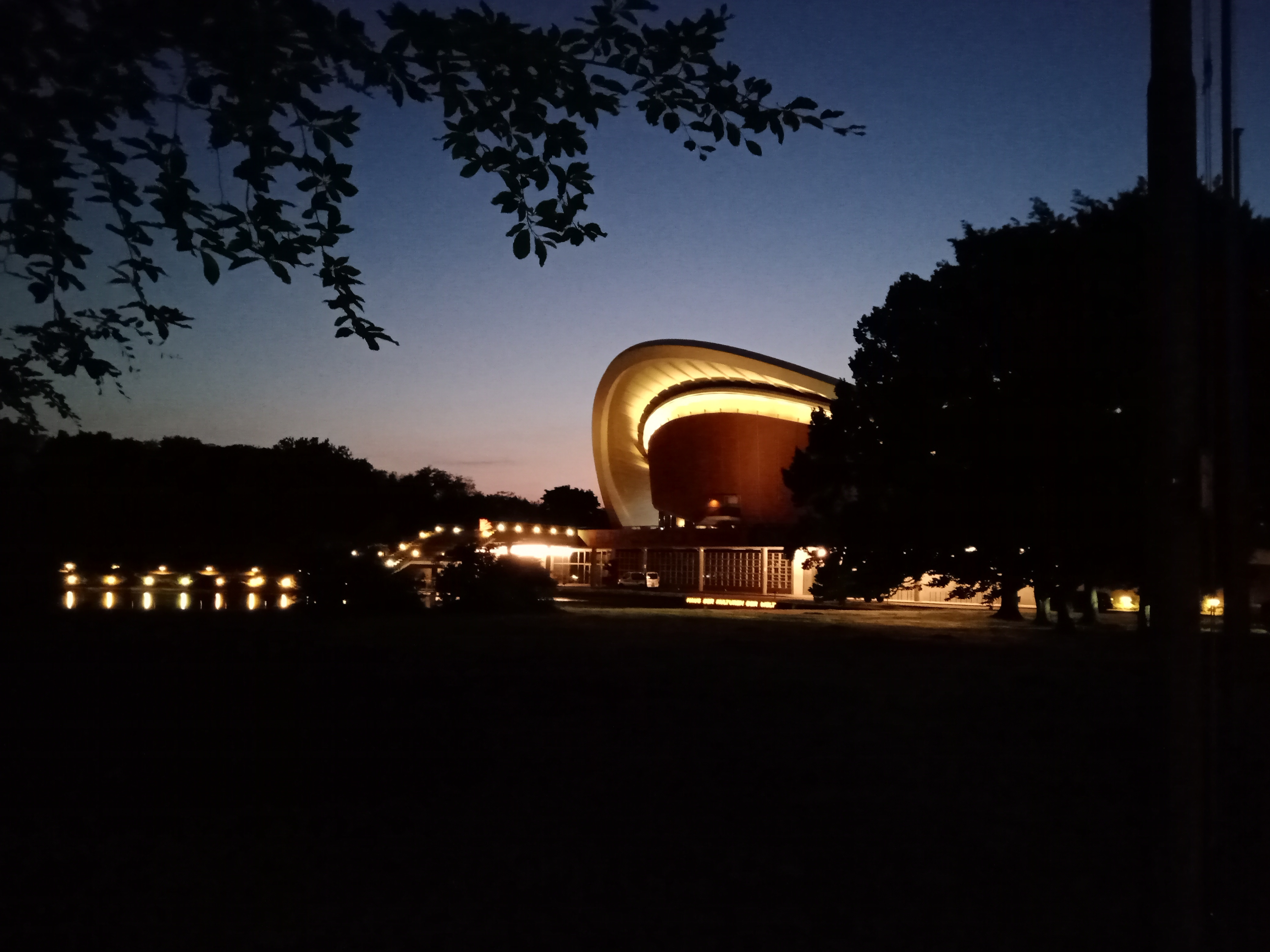
Im Juni 2021 wurde der Film beim Berlinale Summer Special im Open Air Kino Haus der Kulturen der Welt gezeigt

Die psychedelische Filmmusik steuerte Celia Stroom bei. Für das Sounddesign zeichnete Philippe Ciompi verantwortlich.
Eine erste Vorstellung erfolgte am 31. Januar 2021 beim Sundance Film Festival. Kurz zuvor wurde der erste Trailer vorgestellt. Im März 2021 wurde er bei Cinéma du Réel gezeigt. Ende April, Anfang Mai 2021 wurde er im Rahmen der Reihe New Directors / New Films gezeigt, einem gemeinsamen Filmfestival des New Yorker Museum of Modern Art und der Film Society of Lincoln Center. Zur gleichen Zeit wurde er beim Hot Docs Canadian International Documentary Festival vorgestellt.
Am 16. Juni 2021 erfolgte eine Vorstellung im Rahmen des Open Air stattfindenden Berlinale Summer Special, in Anwesenheit der Regisseurin und der Produzenten Erik Winker und Vadim Jendreyko. Im Oktober 2021 wurde er beim Film Festival Cologne gezeigt. Der Kinostart in Deutschland erfolgte am 2. Dezember 2021 und war am 9. Dezember 2021 in der Deutschschweiz geplant. Im Mai 2022 wird er beim Dokfest München vorgestellt.

## Rezeption

### Kritiken
Von den bei Rotten Tomatoes aufgeführten Kritiken sind 96 Prozent positiv bei einer durchschnittlichen Bewertung mit 7,7 der möglichen 10 Punkte.
Jordan Raup von The Film Stage schreibt, so ein riesiger Baum wirke bei dem nächtlichen Transport wie ein Tyrannosaurus Rex aus dem Jurassic Park, der aus der Dunkelheit auftaucht. Kameramann Goga Devdariani versuche die Bäume nie in ihrer ganzen Pracht zu enthüllen, wie er auch insgesamt in dem Film in erster Linie auf Nah- und Detailaufnahmen setze.

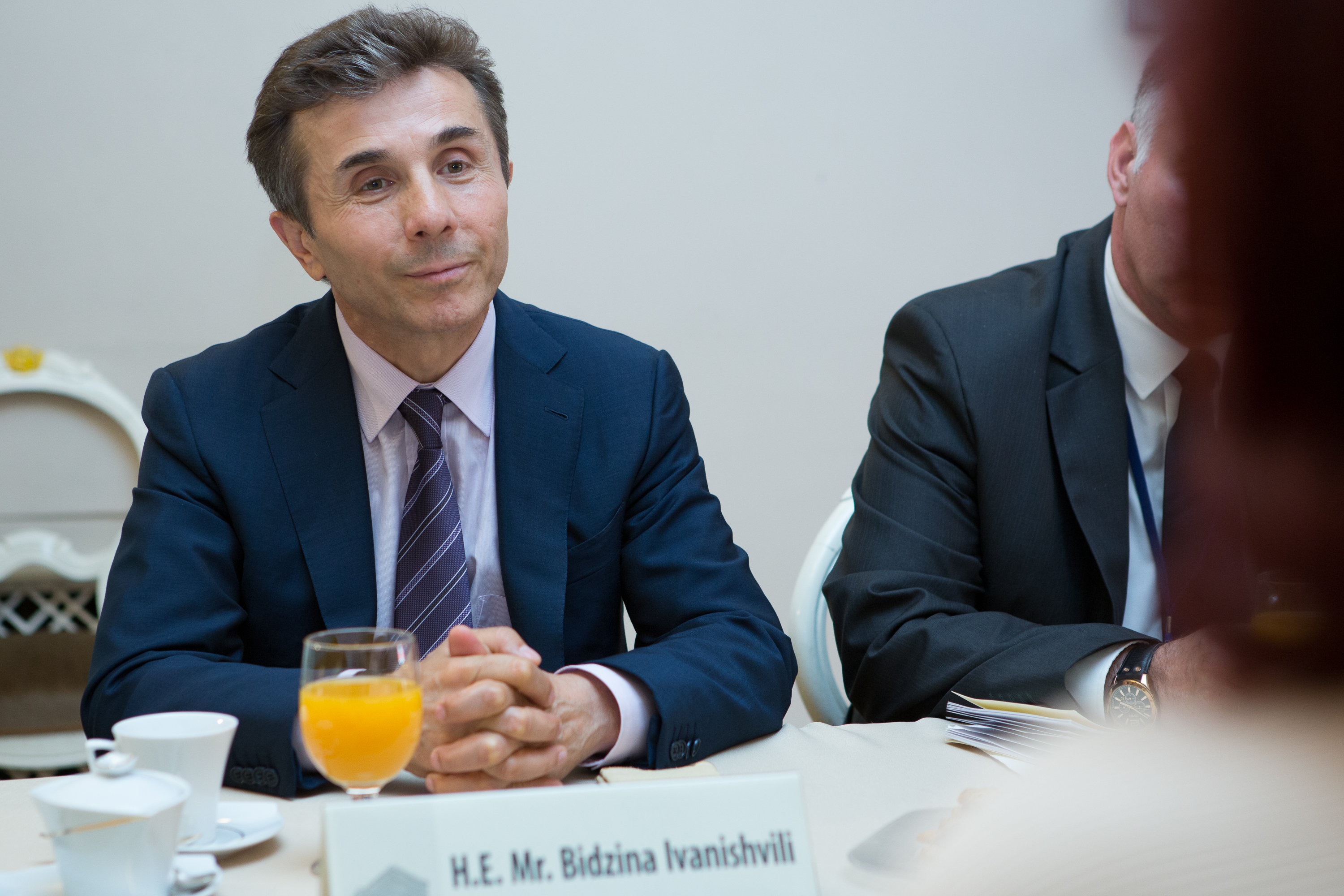
Der Film kommt ohne Kommentar aus. Der Name des ehemaligen Premierministers von Georgien Bidsina Iwanischwili wird nur am Rande genannt.

Amber Wilkinson bemerkt in ihrer Kritik, dass der Film von poetischer Anmut sei und ohne Kommentar auskomme. Die gefilmten Menschen, von denen einige ihre Bäume an Bidsina Iwanischwili verkauft haben, betrauerten nur oft den Verlust dieser langjährigen grünen Bewohner oder suggerierten manchmal, dass sie getäuscht wurden, entweder in Bezug auf das, was im Austausch versprochen wurde oder in Bezug auf die verursachten Kollateralschäden. So lasse Salomé Jashi dem Betrachter viel Zeit, sich selbst ein Bild zu machen und über die Beziehung zwischen Geld und Macht und zwischen Menschen und ihrer Umwelt nachzudenken. Wenn man am Ende den dendrologischen Park sehe, der mit seinen alten Baumbewohnern, dem sorgfältig kultivierten Bambuswald und den exotischen Flamingos ohne Zweifel atemberaubend ist, und die Bäume hier durch das Anbinden stabilisiert würden, könnte man vermuten, dass sie am liebsten absterben würden, wenn sie könnten.
Michael Meyns schreibt in seiner Funktion als Filmkorrespondent der Gilde deutscher Filmkunsttheater, wenn am Ende des Films dann im neu entstandenen Park unterschiedlichste Bäume stehen, mit langen, metallenen Schnüren an den Boden befestigt, als würde ansonsten Gefahr bestehen, dass die Riesen sich selbstständig machen und davon schreiten würden, bekomme das Geschehen endgültig surreale Anstriche: „Unterlegt mit georgischen Chorälen lässt Jashi auch hier die Bilder für sich sprechen. Bilder, die von einer seltsamen Episode der georgischen Gegenwart erzählen, in der sich die politische, soziale Realität des Landes spiegelt.“

### Auszeichnungen
Der Film gelangte in einer Vorauswahl für den Europäischen Filmpreis 2021. Zudem wurde er in eine Shortlist der International Documentary Association für die IDA-Awards aufgenommen. Im Folgenden eine Auswahl weiterer Auszeichnungen und Nominierungen.
Cinéma du Réel 2021
- Nominierung im internationalen Wettbewerb
- Lobende Erwähnung der Jugend-Jury[30][31]

Docaviv – The Tel Aviv International Documentary Film Festival 2021
- Nominierung im internationalen Wettbewerb[32]

Dokfest München 2022
- Nominierung für den Kinokino-Publikumspreis[25]

Europäischer Filmpreis 2021
- Nominierung als Bester Dokumentarfilm

Filmkunstfest Mecklenburg-Vorpommern 2021
- Auszeichnung mit dem Preis für den Besten Dokumentarfilm[33]

Internationale Filmfestspiele Berlin 2021
- Nominierung für den Berlinale Documentary Award[34]

International Human Rights Film Festival Docudays 2021
- Auszeichnung im Hauptwettbewerb (Salomé Jashi)[35]

Sundance Film Festival 2021
- Nominierung für den World Cinema Documentary Grand Jury Prize (Salomé Jashi)